# Richard Quine
Richard Quine, né le 12 novembre 1920 à Détroit et mort le 10 juin 1989 à Los Angeles, est un acteur et réalisateur américain.

## Carrière
Il commence sa carrière d'acteur à 11 ans sur Broadway et apparaît dans le film de John Ford, Le Monde en marche en 1934. En 1941, il joue le camarade de Judy Garland et Mickey Rooney dans la comédie musicale Débuts à Broadway. Il est mobilisé lors de la Seconde Guerre mondiale, puis il épouse l'actrice Susan Peters en novembre 1943, mais lors d'un voyage de chasse en 1945, Quine lui tire dessus involontairement, Susan deviendra paralysée, ils divorceront en 1948 et Susan meurt en 1952, à 31 ans d'anorexie mentale.
Après la Seconde Guerre mondiale, en 1948, Quine coréalise et coproduit avec William Asher le drame Leather Gloves (en) qui se déroule dans le milieu de la boxe. Cette première expérience dans la réalisation le convainc d'y consacrer plus temps et de délaisser sa carrière d'acteur.
À la fin des années 1950, il commence à connaitre le succès avec Le Bal des cinglés (Operation Mad Ball), Liaisons secrètes (Strangers When We Meet), et surtout le désormais classique Adorable voisine (Bell, Book and Candle), avec Kim Novak et James Stewart. Il donne aussi des comédies comme Deux têtes folles (Paris When It Sizzles) en 1964, mais à la fin des années 1960, sa production fléchit ; il passe à la télévision et tournera notamment trois épisodes de Columbo avec Peter Falk dans le rôle principal.
Quine revient au cinéma en 1979, avec Le Prisonnier de Zenda, mettant en vedette Peter Sellers et participe à la réalisation du film Le Complot diabolique du docteur Fu Manchu en 1980, mais le film est un échec. À la suite de cela, Quine tombe dans une grande dépression nerveuse et se suicide d'un coup de revolver à Los Angeles le 10 juin 1989.

## Filmographie

### Comme acteur
- 1933 : Cavalcade de Frank Lloyd
- 1933 : Le Grand Avocat (Counsellor at Law) de William Wyler : Richard Whright Jr.
- 1934 : Le Monde en marche (The World Moves On) de John Ford : Richard
- 1934 : Jane Eyre de Christy Cabanne : John Reed
- 1934 : Dames de Ray Enright et Busby Berkeley
- 1934 : Little Men de Phil Rosen : Ned
- 1935 : Life Returns (en) de Eugene Frenke et James Patrick Hogan : Mickey
- 1935 : A Dog of Flanders d'Edward Sloman : Pieter Vanderkloot
- 1935 : Dinky de D. Ross Lederman et Howard Bretherton : Jackie Shaw
- 1939 : Hommes sans loi (King of the Underworld) de Lewis Seiler : étudiant en médecine
- 1941 : Débuts à Broadway (Babes on Broadway) de Busby Berkeley : Morton Hammond
- 1942 : Tish (en) de S. Sylvan Simon : Theodore 'Ted' Bowser
- 1942 : Ma sœur est capricieuse (My Sister Eileen) d'Alexander Hall : Frank Lippincott
- 1942 : Pour moi et ma mie (For Me and My Gal) de Busby Berkeley : Danny Hayden
- 1942 : Dr. Gillespie's New Assistant (en) de Willis Goldbeck : Dr Dennis Lindsey
- 1942 : Le Cargo des innocents (Stand By for Action) de Robert Z. Leonard : Lindsay
- 1943 : We've Never Been Licked (en) de Walter Wanger : Brad Craig
- 1946 : The Cockeyed Miracle de S. Sylvan Simon : Howard Bankson
- 1948 : Ma vie est une chanson (Words and Music) de Norman Taurog : Ben Feiner Jr.
- 1948 : Tragique Décision (Command Decision) de Sam Wood : Major George Rockton
- 1949 : Le Pigeon d'argile (The Clay Pigeon) de Richard Fleischer : Ted Niles
- 1950 : La Flamme qui s'éteint (No Sad Songs for Me) de Rudolph Maté : Brownie
- 1960 : Le Rafiot héroïque (The Wackiest Ship in the Army) de Richard Murphy : narrateur

### Comme réalisateur

#### Au cinéma
- 1948 : Leather Gloves (en)
- 1951 : Sunny Side the Street
- 1952 : Sound Off (en)
- 1951 : Purple Heart Diary
- 1952 : Rainbow' Round My Shoulder
- 1953 : Le Joyeux Débarquement (All Ashore)
- 1953 : Siren of Bagdad
- 1953 : Cruisin' Down the River (en)
- 1954 : Le Destin est au tournant (Drive a Crooked Road)
- 1954 : Du plomb pour l'inspecteur (Pushover)
- 1955 : So This Is Paris
- 1955 : Ma sœur est du tonnerre (My Sister Eileen)
- 1956 : Une Cadillac en or massif (The Solid Gold Cadillac)
- 1956 : Pleine de vie (Full of Life)
- 1957 : Le Bal des cinglés (Operation Mad Ball)
- 1958 : Adorable Voisine (Bell, Book and Candle)
- 1959 : Train, Amour et Crustacés (It Happened to Jane)
- 1960 : Liaisons secrètes (Strangers When We Meet)
- 1960 : Le Monde de Suzie Wong (The World of Suzie Wong)
- 1962 : L'Inquiétante Dame en noir (The Notorious Landlady)
- 1964 : Deux têtes folles (Paris When It Sizzles)
- 1964 : Une vierge sur canapé (Sex and the Single Girl)
- 1965 : Comment tuer votre femme (How to Murder Your Wife)
- 1965 : Synanon (en)
- 1967 : Hôtel Saint-Gregory (Hotel)
- 1967 : Oh Dad, Poor Dad, Mamma's Hung You in the Closet and I'm Feelin' So Sad
- 1969 : Sacré Far West (A Talent for Loving)
- 1970 : La Guerre des bootleggers (The Moonshine War)
- 1974 : W
- 1979 : Le Prisonnier de Zenda (The Prisoner of Zenda)
- 1980 : Le Complot diabolique du docteur Fu Manchu (The Fiendish Plot of Dr. Fu Manchu)

#### À la télévision
- 1972 : Columbo : S.O.S. Scotland Yard (Dagger of the Mind) (série TV)
- 1973 : Columbo : Requiem pour une star (Requiem for a Falling Star) (série TV)
- 1973 : Columbo : Subconscient (Double Exposure) (Série TV)